# Mac Cecht
Mac-Ceich es, en la mitología irlandesa, uno de los dioses que componían la trinidad adorada por los Tuatha Dé Danann. Era hijo de Cermait, a su vez hijo de Dagda. 